# Nursallia
Nursallia è un genere di pesci ossei estinti, appartenente ai picnodonti. Visse tra il Cretaceo superiore e l'Eocene medio (circa 95 - 50 milioni di anni fa) e i suoi resti fossili sono stati ritrovati in Europa e Asia.

## Descrizione
Questo pesce era di medie dimensioni, e solitamente poteva superare i 30 centimetri di lunghezza. Il corpo di Nursallia era di forma simile a quella di un ovale appuntito, ed era appiattito lateralmente. La testa era alta e dotata di un muso corto e di grandi occhi. L’apertura boccale era molto profonda. Entrambe le mascelle erano equipaggiate di denti arrotondati, simili a sfere. La pinna dorsale, bassa e lunga, si originava dopo il punto più alto del corpo, così come quella anale, praticamente speculare, si originava dopo il punto più basso. La coda era costituita da un peduncolo ben separato dal corpo e da una pinna caudale a mezzaluna con le estremità appuntite.

## Classificazione
Il genere Nursallia venne istituito da Blot nel 1987, sulla base di resti fossili ritrovati in terreni dell’Eocene medio nella famosa Pesciara di Bolca, in provincia di Verona; la specie tipo è Nursallia veronae. Fossili più antichi attribuiti al genere Nursallia sono stati ritrovati in Libano, in terreni del Cenomaniano (circa 95 milioni di anni fa). 

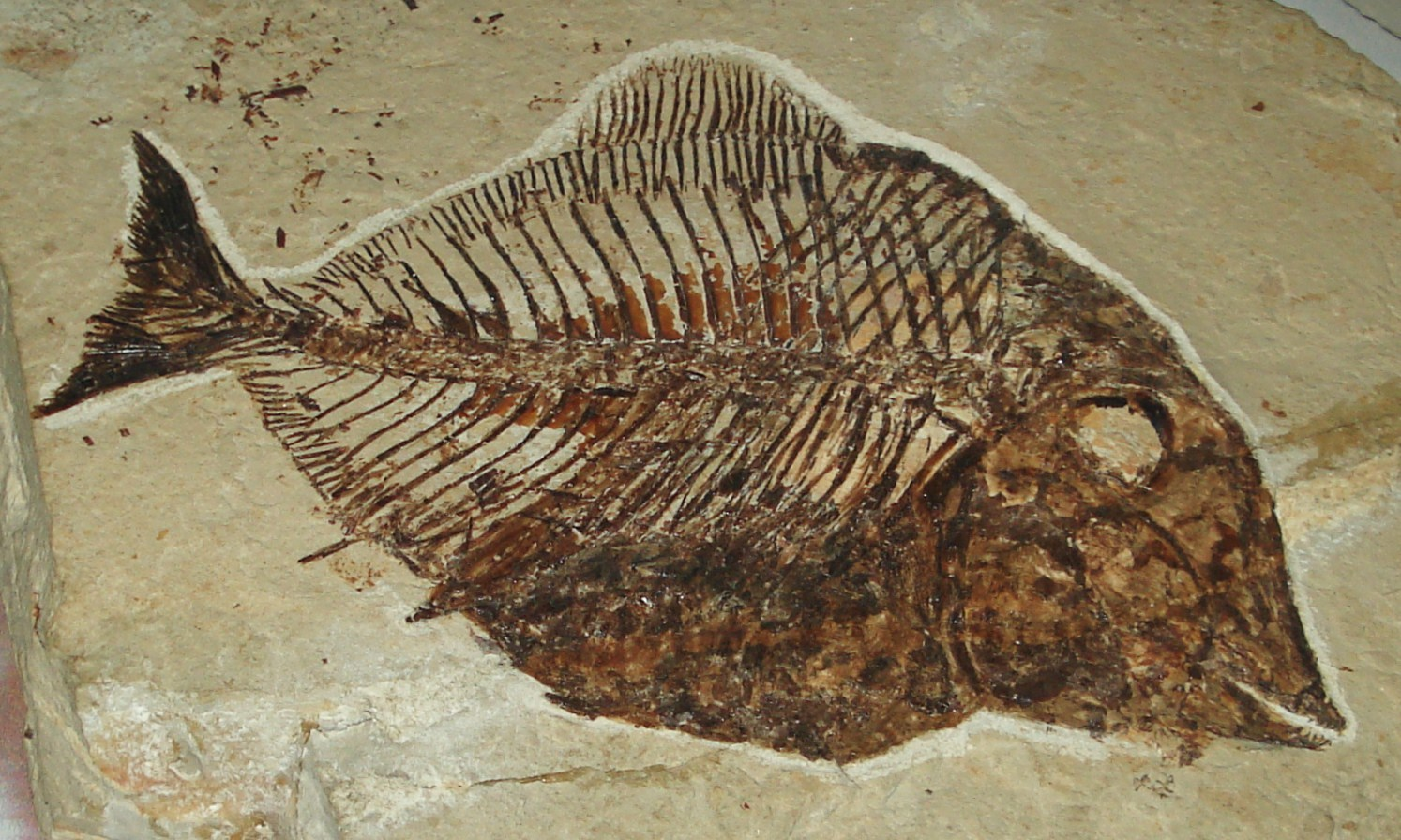
Fossile di Nursallia proveniente dal Libano

Nursallia è un rappresentante dei picnodonti, un gruppo di pesci dal corpo appiattito e dalla dentatura costituita da elementi arrotondati, tipici del Mesozoico e dell’inizio del Cenozoico. Sembra che Nursallia, oltre che una delle ultime forme, fosse anche una delle più specializzate, insieme a Pycnodus e Palaeobalistum (anch’essi rinvenuti a Bolca).

## Paleobiologia
Probabilmente Nursallia nuotava tra le scogliere delle lagune e si nutriva di animali come coralli o molluschi dal guscio duro, che veniva frantumato dai potenti denti.